# Son Chae-young
Đây là một tên người Triều Tiên, họ là Son.
Son Chae-young (Hangul: 손채영; Hanja: 孫彩瑛; Hán-Việt: Tôn Thái Anh; sinh ngày 23 tháng 4 năm 1999), thường được biết đến với nghệ danh Chaeyoung, là một nữ ca sĩ thần tượng và rapper người Hàn Quốc, thành viên nhóm nhạc Twice do JYP Entertainment tuyển chọn thông qua chương trình thực tế SIXTEEN vào năm 2015.

## Tiểu sử
Chaeyoung đã từng học tại trường Hanlim Multi Art School với thành viên cùng nhóm Tzuyu, và tốt nghiệp năm 2019..

## Sự nghiệp

### Trước khi ra mắt
Chaeyoung khi 14 tuổi lần đầu tiên tham gia thử giọng vào JYP Entertainment với tư cách là một thực tập sinh và gia nhập sau khi vượt qua hai vòng thử giọng. Cô ấy thử giọng với tư cách là một ca sĩ nhưng được đào tạo như một rapper ngay sau khi bắt đầu quá trình thực tập của của mình.
Chaeyoung từng xuất hiện trong video âm nhạc "Stop stop it" của Got7 và "Only you" của Miss A
Năm 2015 tham gia chương trình thực tế của Mnet "SIXTEEN", thành viên thứ ba được công bố. Cô đứng thứ sáu trong đợt bình chọn cuối cùng của khán giả. Và trở thành thành viên của TWICE.

### Ra mắt với TWICE
20 tháng 10 năm 2015 ra mắt mini-album "The Story Begins" và tổ chức Showcase đầu tay "OOH-AHH, TWICE" ra mắt chính thức vào cùng một ngày phát hành ca khúc chủ đề "Like OOH-AHH". Cô đảm nhận vai trò Rap chính của nhóm.
Cô là một trong hai em út của nhóm nhưng khác với em út Tzuyu cao 172 cm, cô cao 159 cm.

### Hoạt động riêng

#### Dự án âm nhạc "MELODY PROJECT"
| Năm  | Bài hát                    | Nghệ sĩ       | Ghi chú                    |
| ---- | -------------------------- | ------------- | -------------------------- |
| 2016 | "Alone"                    | CHEEZE        |                            |
| 2021 | "나로 바꾸자 Switch to me" | 비(Rain)      | kết hợp với Dahyun (Twice) |
| 2021 | "Off My Face"              | Justin Bieber |                            |

#### Hoạt động khác
Ngày 9 tháng 12 năm 2015 Chaeyoung tham gia 5DUCKS "The Ranking Is Up To Me!" cùng Momo, Jungyeon, Dahyun, Tzuyu
Ngày 29 tháng 12 năm 2015 Chaeyoung tham gia chương trình '"Looking for Sugar Man" cùng Nayeon, Sana, Tzuyu
Ngày 10 tháng 2 năm 2016 Chaeyoung tham gia chương trình do đài SBS sản xuất "Voice of God" cùng Nayeon, Mina.

## Danh sách đĩa nhạc

### Vai trò viết lời và sáng tác
Tất cả các khoản tín dụng của bài hát được điều chỉnh từ cơ sở dữ liệu của Hiệp hội Bản quyền Âm nhạc Hàn Quốc trừ khi có quy định khác.
| Năm  | Tên bài hát              | Nghệ sĩ | Album                   | Sáng tác | Viết lời | Tham khảo |
| ---- | ------------------------ | ------- | ----------------------- | -------- | -------- | --------- |
| 2016 | Precious Love            | Twice   | Page Two                | No       | Yes      | [ 9 ]     |
| 2017 | Eyes, Eyes, Eyes         | Twice   | Signal                  | No       | Yes      | —         |
| 2017 | Missing U                | Twice   | Twicetagram             | No       | Yes      | —         |
| 2017 | Don't Give Up            | Twice   | Twicetagram             | No       | Yes      | —         |
| 2018 | Sweet Talker             | Twice   | What Is Love?           | No       | Yes      | —         |
| 2018 | Young & Wild             | Twice   | Yes or Yes              | No       | Yes      | —         |
| 2019 | Strawberry               | Twice   | Fancy You               | No       | Yes      | —         |
| 2019 | 21:29                    | Twice   | Feel Special            | No       | Yes      | —         |
| 2019 | How U Doin'              | Twice   | &Twice                  | Yes      | Yes      | —         |
| 2020 | Sweet Summer Day         | Twice   | More & More             | No       | Yes      | —         |
| 2020 | Handle It                | Twice   | Eyes Wide Open          | No       | Yes      | —         |
| 2021 | The Feels" (Korean ver.) | Twice   | Formula of Love: O+T=<3 | No       | Yes      | [ 10 ]    |
| 2022 | Celebrate                | Twice   | Celebrate               | No       | Yes      |           |
| 2022 | Basics                   | Twice   | Between 1&2             | No       | Yes      |           |
| 2024 | Rush                     | Twice   | With You-th             |          |          |           |

## Danh sách phim

### Phim
| Năm  | Tên phim               | Vai trò   | Thể loại      | Ref.   |
| ---- | ---------------------- | --------- | ------------- | ------ |
| 2018 | Twiceland              | Diễn viên | Phim tài liệu | [ 11 ] |
| 2020 | Twice: Seize the Light | Diễn viên | Phim tài liệu | [ 12 ] |

### Chương trình truyền hình
| Năm  | Tên chương trình | Kênh truyền hình | Vai trò  | Ghi chú               |
| ---- | ---------------- | ---------------- | -------- | --------------------- |
| 2015 | Sixteen          | Mnet             | Thí sinh | Được ra mắt với Twice |

### Khách mời
| Năm  | Tên chuơng trình          | Đài truyền hình | Ghi chú                            | Ref.   |
| ---- | ------------------------- | --------------- | ---------------------------------- | ------ |
| 2016 | Suwon K-pop Super Concert | SBS MTV         | Cùng Kim Hee-chul, Zhou Mi và Momo | [ 13 ] |